# Tamar Osborn
Tamar Osborn (* um 1978) ist eine britische Jazzmusikerin (Baritonsaxophon, weitere Saxophone, Flöten, Bassklarinette, Komposition).

## Leben und Wirken
Osborn, die auf dem Altsaxophon begann, absolvierte im Jahr 2000 mit Auszeichnung ihr Bachelorstudium an der Guildhall School of Music and Drama.
Seitdem ist Osborn freiberuflich tätig, zunächst im Musiktheaterbereich; auch verbrachte sie ein Jahr in Asien. 2014 gründete sie ihre eigene Band Collocutor, mit der sie bisher drei Alben und eine EP veröffentlichte. Seit 2009 ist sie Mitglied des Dele Sosimi Afrobeat Orchestra, außerdem Gründungsmitglied von Flock, Unknown to Known und dem London Odense Ensemble. Sie tritt regelmäßig mit Sarathy Korwar, Jessica Lauren, Emanative und DJ Khalab auf und ist eine gefragte Session-Musikerin. So arbeitete sie mit so unterschiedlichen Künstlern wie Kelis, Van Morrison, Rhye, Tanmoy Bose, The Soothsayers, dem Vent Saxophone Quartet Ill Considered, und dem Projekt Africa Express mit Tony Allen, Baaba Maal, Rokia Traoré und Fatoumata Diawara und in der Inszenierungen des Musicals Fela! am National Theatre und am Sadler’s Wells. 2023 trat sie gemeinsam mit Soweto Kinch, Kit Downes, Dudù Kouaté und Momoko Gill in der Session Moment’s Notice beim Festival Enjoy Jazz auf.

## Diskographische Hinweise
- Idris Rahman & Tamar Osborn: Conversations (2020)[5]
- Collocutor: Continuation (2020)[6]
- London Odense Ensemble: Jaiyede Sessions Volume 2 (2023, mit Al MacSween, Jonas Munk, Martin Rude, Jakob Skøtt)[7]